# 桜井理衣
桜井 理衣（さくらい りい、1995年8月25日 - ）は日本の女優、タレントである。

## 経歴
- 元アイドル、神谷愛理(かみやあいり)として2015年3月7日放課後プリンセス候補生＆候補生見習いユニット放プリユース加入。
- 2016年3月20日放プリユースを活動辞退。以後、役者として舞台や映像などの活動をしている。
- 2017年7月3日－17日の期間中、DMM.yellとのタイアップ企画として開催した「#Lafaryリボンプリンセス」での投票でグランプリを獲得し、初代リボンプリンセスとなった。[2]

## 人物
- 趣味：食べ歩き、ショッピング
- 特技：バスケットボール、ウィンク、ソーラン節
- 資格：基礎ヨガ、利酒師

## 出演

### 映画
- 放課後ロスト（2014年、五十嵐藍監督、KADOKAWA/「ワールドゲイズ クリップス」パートナーズ）
- クロノゲイザー 時空の結び目[3]（2017年、畑澤和也監督）
- BLOOD-Cシリーズ（NEGA/奥秀太郎監督）
  - 阿修羅少女〜BLOOD-C異聞〜（2017年）
  - BLOOD-CLUB DOLLS 1（2018年）- 由美 役
  - BLOOD-CLUB DOLLS 2（2020年）- 由美 役
- 東映presents HKT48×48人の映画監督たち『ラララ丼』（2017年、奥秀太郎監督） - 萌 役
- スリーアウト！-プレイボール篇-（2019年6月22日、ココロヲ・動かす・映画社○）[4]

### テレビ
- オモハラTV（TOKYO MX）
- あらすじ名作劇場-たけくらべ（BS朝日、2016年6月15日） - 大巻 役
- 弱虫ペダルSeason2(BSスカパー！/棚澤孝義監督/#10.観客女子1役)
- #声だけ天使(AbemaTV/尾形竜太監督/＃1-3.さくらの大学の友人1役)
- エイキョーさん３(NTV)
- 仮面ライダーギーツ 第43話（テレビ朝日、2023年7月9日） - 悪党C 役

### CM
- 「Jch」
- 「ドラゴンコレクション」
- 「NTT西日本」
- 「コカ・コーラ」
- YouTube「マルハン」

### スチール
- 「進研ゼミ」

### 舞台
- アリスインプロジェクト「時空警察クロノゲイザー[5]」（原作・脚本:畑澤和也 作･演出:吉久直志(カプセル兵団)、2016年7月6日 - 10日、六行会ホール） - 時組:中村柚香 役
- 舞台「城下町のダンデライオン｣（脚本・作詞:保木本佳子 演出:中井ゆりこ、2016年8月9日 - 14日、CBGKシブゲキ!!）- B･佐藤花 役
- 舞台版「地獄少女」（脚本・演出:鄭光誠、2016年11月9日 - 13日、CBGKシブゲキ!!）- 酒井真理 役
- 平成時代劇片肌☆倶利伽羅紋紋一座「ざ☆くりもん」二〇一七年 新春三館同時本公演 『父娘旅情』（脚本:朝比奈文邃 演出:金房実加、2017年1月3日 - 9日、シアターグリーン BOXinBOX THEATER）- おとみ 役
- 白と黒の同窓会〜まさかのダブルブッキング（脚本・演出：フルタジュン(劇団フルタ丸)、2017年10月12日 - 15日、新宿村LIVE） -千紘 役
- 舞台「時空警察SIG-RAIDER」（原作・脚本:畑澤和也 作･演出:吉久直志(カプセル兵団)、2018年1月31日 - 2月4日、ラゾーナ川崎プラザソル）- リリア・ギリアム 役
- 若宮亮×なるせゆうせい合同プロデュース アドリブ心理劇『レジスタンスイレブン』(企画・演出：なるせゆうせい、2018年4月1日 - 15日）- りぃ 役
- LIVEDOGプロデュース「天満月のネコ」(脚本:浅野泰徳 演出:松多壱岱、2018年4月21日 - 29日、新宿村LIVE）- ファム 役
- 舞台「レンアイドッグス」（脚本・演出:江戸川崇(カラスカ)、2018年6月7日 - 17日、コフレリオ 新宿シアター）- 里美 役
- ドリームレスキュー・言うことナース！～エピソードゼロだけどぉ～（作・演出:貞方祥（SHOWMAN’S）、2018年7月5日 - 8日、新宿村LIVE）- オーベル・ジーヌ 役
- スリーアウト－プレイボール篇－（脚本：フルタジュン（劇団フルタ丸） 演出：諸江亮、2018年8月22日 - 26日、新宿村LIVE）- 塔子 役
- タンバリンステージ×LIVEDOGプロデュース「麗しのダンスマスター」（作･演出:石山英憲(Theatre劇団子)、2018年10月24日 - 28日、新宿村LIVE）- 藤岡響子 役
- アサルトリリィ×私立ルドビコ女学院×人狼TLPT 人狼TLPTS「未来への十字架Ⅱ」（脚本･演出:桜木さやか志(ルドビコ★)、2019年2月10日 - 15日、萬劇場/清水・ベルナデッタ）- 日和 役
- DreamPrincess「カーテンコール」（脚本･演出:諸江亮、2019年3月28日 - 31日、新宿村LIVE）- 梢 役
- Bixbite Create vol.2「堕天使は薄い本を閉じて」（脚本･演出:太田守信(黒薔薇少女地獄/エムキチビート）、2019年5月2日 - 6日、テアトルBONBON）- 外回りチーム･主演:豊洲那奈 役
- ハートフル朗読劇Vol.1「Greif～TEGAMI～」（脚本:逢澤みちる 演出:高瀬博行、2019年7月25日 - 28日、千本桜ホール）
- ANSWER（脚本･演出:東出有貴、2019年8月16日 - 18日、築地ブティストホール）
- ANSWER〜SPECIAL LIVE〜（2019年8月19日、高円寺HIGH）
- ごめん、部屋散らかってるから今日は無理（脚本･演出：安達健太郎、2019年9月25日 - 29日、劇場MOMO）- 主演
- 異世界で孤児院を開いたけど、なぜか誰一人巣立とうとしない件（再演）（脚本:井川楊枝 演出:小森章、2020年1月15・17・18日、萬劇場）- ヴィーナスチーム・モルテッシモ 役
- リトル堂プロデュースVol.02「2番目でもいいの♡」（脚本：藤吉みわ 演出：石毛元貴、2020年4月29日 - 5月5日、シアターモリエール）- タカコ 役
- Capella2.5企画「三学演義」（2020年8月17日 - 31日、シアターコフレリオ）
- メイホリックシアター05 舞台「嘘つきの世界」（2021年9月23日 - 26日、CBGKシブゲキ!!） - クレア 役
- イベント企画OZプロデュース vol.12舞台「月光鴉-蒼天の宴 外伝-」（2022年1月13日 - 16日、シアターグリーン BOX in BOX THEATER） - 梅 役
- 舞台「トレーディングライフ」（2022年5月13日 - 22日、シアターアルファ東京） - 宮永マリア 役
- イベント企画OZ vol.14「蒼天の宴」（2022年7月6日 - 10日、シアターサンモール） - 梅 役
- カラスカ公演「気まぐれなクロノス」（2023年4月19日 - 23 日、築地ブディストホール） - 荒部紗莉衣 役
- 舞台「白豚貴族ですが前世の記憶が生えたのでひよこな弟育てます」（2023年10月18日 - 22日、CBGKシブゲキ!!）[6]

### 雑誌
- 「CUTiE」(宝島社)
- 「セブンティーン」(集英社)
- 「ポップティーン」(角川春樹事務所)
- 「チョキチョキガールズ」(内外出版社)
- 「JOL」(毎日コミュニケーションズ)
- 「HR」(グラフィティ)
- 「ウーフィン」(シンコーミュージック)

### OV
- ぞくり。怪談夜話 投稿実話物語 怨（20198月2日、丸山弘太郎監督）- 主演

### モーションキャプチャー
- ｢結婚指輪物語VR｣(SQEX)